# Prefettura autonoma coreana di Yanbian
La prefettura autonoma coreana di Yanbian (in cinese: 延边朝鲜族自治州S, Yánbiān Cháoxiǎnzú ZìzhìzhōuP; in coreano: 연변조선족자치주?, Yŏnbyŏn (Yenpen) Chosŏnjok Chach'ijuMR) è una prefettura autonoma della provincia dello Jilin, in Cina.

## Geografia antropica

### Suddivisioni amministrative
- Yanji
- Tumen
- Dunhua
- Longjing
- Hunchun
- Helong
- Contea di Antu
- Contea di Wangqing

## Società

### Evoluzione demografica
Composizione etnica al 2010:
- 2.271.600 abitanti (2010), di cui:
  - 64,55% cinesi Han
  - 32,45% coreani
  - 2,52% manchu
  - 0.28% hui
  - 0.13% mongoli

Altre informazioni
- Tasso di crescita: + 0,4% annuo
- Densità di popolazione: 51 abitanti per km²